# Shuji Tsurumi
Pour les articles homonymes, voir Tsurumi.
Shuji Tsurumi (鶴見 修治, Tsurumi Shūji), né le 29 janvier 1938 à Tokyo (Japon), est un gymnaste artistique japonais. 
Il entre à l'International Gymnastics Hall of Fame en 2008.

## Palmarès

### Jeux olympiques
- Rome 1960
  -  médaille d'or au concours par équipes
  -  médaille de bronze au cheval d'arçons

- Tokyo 1964
  -  médaille d'or au concours par équipes
  -  médaille d'argent au concours général individuel
  -  médaille d'argent au cheval d'arçons
  -  médaille d'argent aux barres parallèles

### Championnats du monde
- Prague 1962
  -  médaille d'or au concours par équipes

- Dortmund 1966
  -  médaille d'or au concours par équipes
  -  médaille d'argent au concours général individuel